# 미스 그래니
《미스 그래니》(영어: Miss Granny)는 필리핀의 코미디 영화이다.

## 줄거리
스무살 꽃처녀가 된 칠순 할매의 빛나는 전성기가 시작된다!
아들 자랑이 유일한 낙인 욕쟁이 칠순 할매 오말순(나문희分)은 어느 날, 가족들이 자신을 요양원으로 독립(?)시키려 한다는 청천벽력 같은 사실을 알게 된다. 뒤숭숭한 마음을 안고 밤길을 방황하던 할매 말순은 오묘한 불빛에 이끌려 ‘청춘 사진관’으로 들어간다. 난생 처음 곱게 꽃단장을 하고 영정사진을 찍고 나오는 길, 그녀는 버스 차창 밖에 비친 자신의 얼굴을 보고 경악을 금치 못한다. 오드리 헵번처럼 뽀얀 피부, 날렵한 몸매... 주름진 할매에서 탱탱한 꽃처녀의 몸으로 돌아간 것! 아무도 알아보지 못하는 자신의 젊은 모습에 그녀는 스무살 ‘오두리’가 되어 빛나는 전성기를 즐겨 보기로 마음 먹는데...

## 캐스팅
- 오두리[1] : 심은경
- 오말순[1] : 나문희
- 박씨 : 박인환
- 반현철 : 성동일. 오말순 아들
- 한승우 : 이진욱. 음악방송국의 PD
- 박나영 : 김현숙. 박씨 딸
- 반지하 : 정진영. 오말순 손자
- 애자 : 황정민. 오말순 며느리
- 반하나 : 김슬기. 오말순 손녀
- 수연 : 하연주
- 옥자 :  박혜진
- 현철 친구 의사 : 정인기
- 청춘 사진관 주인 : 장광
- 반지하밴드 드럼 : 이상언(녹스)
- 반지하밴드 베이스 : 박형우
- 미애 : 한지은
- 비걸2 역 : 민경
- 젊은 박씨 : 김수현
- 드래곤 : 김동희
- 씩스팩스 3 : 이정우

## 기타
- 영화 속 실버카페는 서울시 노원구 중계 근린공원 내에 있는 ‘노원 실버카페’로서 실제로 존재하는 공간이다. 커피나 차를 마시며 음악이나 공연을 즐길 수 있는 전국 최초의 ‘실버 복합공간’이다.[2]
- 2015년 12월 11일 베트남 전역에서 개봉한 수상한 그녀의 베트남판 '내가 니 할매다'는 박스오피스 매출 약 441만 달러를 기록하며 2015년 개봉 베트남 영화 최고 흥행을 기록했다. 이는 역대 베트남 자국 영화 흥행 1위[3], 외화를 합친 전체 영화 흥행 5위의 기록이다. 또한 2015년 1월 '20세여 다시 한 번'이라는 제목으로 중국에서 새롭게 제작된 후 누적 박스오피스 매출 3.65억 위안(한화 약 638억원)을 기록해 역대 한중 합작 최고 흥행작 신기록을 세웠다.[4] 아시아에 이어서 2016년 11월 미국에도 진출하여 미국 영화 제작사와 함께 영어 버전과 스페인어 버전의 '수상한 그녀'를 공동 제작하여, '수상한 그녀'는 한국어, 중국어, 베트남어, 일본어, 태국어, 인도네시아어, 영어, 스페인어 등 총 8개 언어로 제작되는 세계 최초 영화라는 진기록을 세웠다.[5]

## 사운드트랙
| #            | 제목                                      | 아티스트          | 재생 시간 |
| ------------ | ----------------------------------------- | ----------------- | --------- |
| 1.           | 〈키스 미, 키스 미 (Kiss Me, Kiss Me)〉   | 사라 헤로니모     | 3:29      |
| 2.           | 〈이사 팡 아라우 (Isa Pang Araw)〉        | 사라 헤로니모     | 3:41      |
| 3.           | 〈레인 (Rain)〉                           | 사라 헤로니모     | 3:44      |
| 4.           | 〈포비든 (Forbidden)〉                    | 사라 헤로니모     | 3:30      |
| 5.           | 〈팡아랍 나 비투인 (Pangarap Na Bituin)〉 | 아타스카 (Ataska) | 3:38      |
| 총 재생 시간 | 총 재생 시간                              | 총 재생 시간      | 18:02     |

| #            | 제목                                    | 아티스트      | 재생 시간 |
| ------------ | --------------------------------------- | ------------- | --------- |
| 1.           | 〈키스 미, 키스 미 (Kiss Me, Kiss Me)〉 | 사라 헤로니모 | 3:29      |
| 총 재생 시간 | 총 재생 시간                            | 총 재생 시간  | 3:29      |

## 수상 경력
- 2014년 제50회 백상예술대상 영화부문 여자 최우수연기상 심은경[6]
- 2014년 제19회 춘사영화상 여우주연상 심은경[7]
- 2014년 제51회《대종상》음악상 모그
- 2014년 제18회 부천국제판타스틱영화제(BiFan) 판타지아 어워드 심은경
- 2014년 제 10회 제천국제음악영화제 음악영화 여자배우상 심은경[8]
- 2014년 제14회 디렉터스 컷 시상식 올해의 여자연기자상 심은경
- 2014년 제23회 부일영화상 여우주연상 심은경
- 2014년 제1회 한국영화제작가협회상 여우주연상 심은경
- 2015년 제10회 맥스무비 최고의 영화상 최고의 여자조연배우상 나문희